# Plug In Baby
Plug In Baby – singel angielskiego zespołu rockowego Muse z ich drugiego albumu, Origin of Symmetry. Jest to pierwszy singel z tej płyty, a został wydany 5 marca 2001 roku jako zestaw składający się z dwóch płyt CD i 7-calowego winyla. Piosenka pojawiła się na trzech koncertowych DVD zespołu – Hullabaloo, Absolution Tour oraz H.A.A.R.P. Okładka singla przedstawia trzech kosmitów, a jej autorką jest Tanya Andrew, rzekomo dziewczyna lidera Muse Matthew Bellamy’ego z tamtego okresu.
Znaczenie piosenki jest nieznane, chociaż dość często sugeruje się, że tekst może nawiązywać do Bellamy’ego i jego miłości do gry na gitarze elektrycznej. Jednak sam muzyk wyznał swego czasu, że traktuje ona o... szczeniakach modyfikowanych genetycznie, aby zachowały na zawsze młodość i żyły wiecznie.
Piosenka zyskała szerokie uznanie przede wszystkim za początkowy riff, który zajął m.in. piąte miejsce w liście 50 najlepszych riffów według magazynu Kerrang!. Jest on nieco podobny do utworu Johanna Sebastiana Bacha „Toccata i fuga”.

## Lista utworów

### CD 1
1. „Plug In Baby” – 3:40
2. „Nature_1" – 3:39
3. „Execution Commentary” – 2:30
4. „Plug In Baby Video” – 3:40

### CD 2
1. „Plug In Baby” – 3:40
2. „Spiral Static” – 4:43
3. „Bedroom Acoustics” – 2:34

### Winyl 7"
1. „Plug In Baby” – 3:40
2. „Nature_1" – 3:39

### Wydanie francuskie
1. „Plug In Baby” – 3:40
2. „Nature_1" – 3:39

### Wydanie japońskie
1. „Plug In Baby” – 3:40
2. „Nature_1" – 3:39
3. „Execution Commentary” – 2:28
4. „Bedroom Acoustics” – 2:35

### Wydanie holenderskie
1. „Plug In Baby”- 3:40
2. „Nature_1" – 3:39
3. „Spiral Static” – 4:43
4. „Plug In Baby” – Video

### Wydanie niemieckie
1. „Plug In Baby” – 3:40
2. „Nature_1" – 3:39
3. „Execution Commentary” – 2:28
4. „Spiral Static – 4:43
5. „Bedroom Acoustics” – 2:35

### Wydanie duńskie
1. „Plug In Baby” – 3:40
2. „Nature_1" – 3:39
3. „Showbiz” (live) – 5:23
4. „Bedroom Acoustics” – 2:35